# جوني فيليبس
جوني فيليبس (بالإنجليزية: Jonny Phillips)‏ هو عازف جاز وملحن بريطاني، ولد في 11 يناير 1971.

## وصلات خارجية
- جوني فيليبس على موقع ميوزك برينز (الإنجليزية)
- جوني فيليبس على موقع ديسكوغز (الإنجليزية)